# Ohotska plošča
Ohotska plošča je manjša tektonska plošča, ki pokriva območje Ohotskega morja, polotoka Kamčatke, otoka Sahalin ter regije Tohoku in Hokaida na Japonskem. Včasih so mislili, da je del Severnoameriške plošče, a so nedavne raziskave pokazale, da je samostojna plošča, ki na severu meji na Severnoameriško. Meja med njima je levozmični  medploščni prelom, imenovan Ulahanski prelom. Na vzhodu meji na Pacifično ploščo v jarku Kuril-Kamčatka in Japonskem jarku, na jugu na Filipinsko ploščo, na zahodu na Evrazijsko ploščo, na jugozahodu pa morda na Amursko ploščo. Premika se s hitrostjo 13-14 mm/leto v smeri jugozahoda.

### Geologija
Meja med Ohotsko in Amursko ploščo je mogoče odgovorna za večje potrese v Japonskem morju in na otoku Sahalin, kot potres 27, maja 1995 z magnitudo 7,1 na severnem Sahalinu. Potres je opustošil Neftegorsk, mesta niso na novo zgradili. Drugi potresi so npr. potres v Japonskem morju 1983 in potres na Hokaidu 1993, ki sta sprožila cunamije.
Meja med Ohotsko in Pacifično ploščo je subdukcijska zona, kjer se Pacifična plošča podrine pod Ohotsko. Eni največjih potresov v zgodovini so se zgodili na tej meji, kot je potres na Kamčatki leta 1737 z magnitudo 9,0-9,3 in leta 1952 z magnitudo 9,0, potres na Kurilskih otokih 15. novembra 2006 z magnitudo 8,3, potres na Hokaidu 26. septembra 2003 z magnitudo 8,3, veliki potres v Tohokuju leta 2011 ob obali Honšuja z magnitudo 9,0.
GPS meritve so pokazale, da se plošča počasi rotira v smeri urinega kazalca s hitrostjo 0,2 °/Myr okoli pola na severu Sahalina.